# 9313 Protea
9313 Protea este un asteroid din centura principală de asteroizi.

## Descriere
9313 Protea este un asteroid din centura principală de asteroizi. A fost descoperit pe 13 februarie 1988 la Observatorul La Silla de Eric Walter Elst. El prezintă o orbită caracterizată de o semiaxă mare de 2,64 ua, o excentricitate de 0,15 și o înclinație de 13,0° în raport cu ecliptica.